# Via Margutta (film)
Via Margutta è un film del 1960 diretto da Mario Camerini.